# Kropiwno (Białoruś)
Kropiwno (biał. Крапіўна; ros. Крапивно) – wieś na Białorusi, w obwodzie mińskim, w rejonie miadzielskim, w sielsowiecie Słoboda.

## Historia
W czasach zaborów ówczesne dobra w granicach Imperium Rosyjskiego.
W dwudziestoleciu międzywojennym wieś leżała w Polsce, w województwie wileńskim, w powiecie duniłowickim (od 1926 postawskim), w gminie Miadzioł.
Według Powszechnego Spisu Ludności z 1921 roku zamieszkiwało tu 129 osób, 63 były wyznania rzymskokatolickiego a 66 prawosławnego. Jednocześnie 65 mieszkańców zadeklarowało polską a 64 białoruską przynależność narodową. Były tu 33 budynki mieszkalne. W 1931 w 34 domach zamieszkiwało 146 osób.
Wierni należeli do parafii rzymskokatolickiej w m. Miadzioł i prawosławnej w m. Niekasieck. Miejscowość podlegała pod Sąd Grodzki w Miadziole i Okręgowy w Wilnie; właściwy urząd pocztowy mieścił się w Miadziole.
W 1938 roku miejscowość należała do gromady Kropiwno gminy Miadzioł.
Po agresji ZSRR na Polskę w 1939 roku wieś znalazła się w granicach BSRR. W latach 1941–1944 była pod okupacją niemiecką. W 1944 roku Niemcy rozstrzelali w niej rodzinę bezskutecznie poszukiwanego przez siebie żołnierza Armii Krajowej Antoniego Pleszaka (pięć osób).  
Po II wojnie światowej wieś leżała w BSRR. Od 1991 roku w Republice Białorusi.